# 阿尔比斯山麓阿福尔特恩
阿尔比斯山麓阿福尔特恩（德語：Affoltern am Albis）是瑞士联邦苏黎世州阿福尔特恩区的首府和市镇。该市镇面积为10.56平方公里，六成土地是農業用地，海拔高度494米，2018年12月31日人口数为12,226。

## 外部連結
- 阿尔比斯山麓阿福尔特恩官方网站 （德文）